# Поштовий музей (Прага)
Поштовий музей Праги (чеськ. Poštovní muzeum Praha) — музей, в якому представлені експонати з історії пошти, поштові марки Чехословаччини, Чехії, Європи та США. знаходиться за адресою: Прага 1, вул. Нові Млини, 2, недалеко від набережної Людвіка Свободи, в так званому будинку Ваври, колишньому будинку празьких мельників.
Оглядова екскурсія включає виставку чехословацьких, чеських та іноземних поштових марок, а також короткострокові виставки з історії поштового та штемпельного виробництва.

## Бібліотека
На другому поверсі музею розташована бібліотека з історичними виданнями поштових відомств Праги, інших міст Чехії та різних країн. У бібліотеці зберігається фонд історичних фотографій пов'язаний зі становленням поштової служби Праги.

## Історія музею
Поштовий музей був заснований 18 грудня 1918 року з метою збереження пам'яток історії поштового зв'язку чеської та словацької націй. Того ж дня Альфонсом Мухою була спроектована перша чехословацька поштова марка, відома як «Граджани».
У початковий період зусилля були зосереджені на формуванні колекції. Через десять років у приміщеннях Карлового університету було відкрито виставку експонатів музею. Однак, оскільки університету потрібні були зали для власних цілей, новою резиденцією колекції музею став колишній монастир св. Габріела в Сміхові.
Музей був знову відкритий для публіки в лютому 1933 року. Найбільш популярним було зібрання поштових транспортних засобів — диліжансів, вагонів, саней і навіть літаків.
Успішний розвиток був перерваний окупацією. У вересні 1944 року музей був закритий, і діяльність його була відновлена в травні 1945 року (за іншими даними — у 1947).
Після лютого 1948 року пріоритет віддавався філателії, історія поштових послуг була зневажена. Результатом стала поява постійної виставки поштової марки в грудні 1953 року. Зали, що присвячені історії пошти, телекомунікацій та радіозв'язку, були скасовані.
Нову атмосферу у розвиток музею привнесли 1960-ті. У 1976 році у місті Виші Брод в колишній будівлі цістерціанського монастиря відкрилася експозиція історії поштової індустрії. Була також відшукана нова будівля для резиденції музею в Празі — будинок у стилі бароко, прикрашений картинами Йозефа Навратіля. Церемонія його відкриття відбулася в серпні 1988 року.
Інші зміни відбулися з розпадом федерації, що призвело до поділу колекцій між Чехією та Словаччиною.

## Галерея експонатів

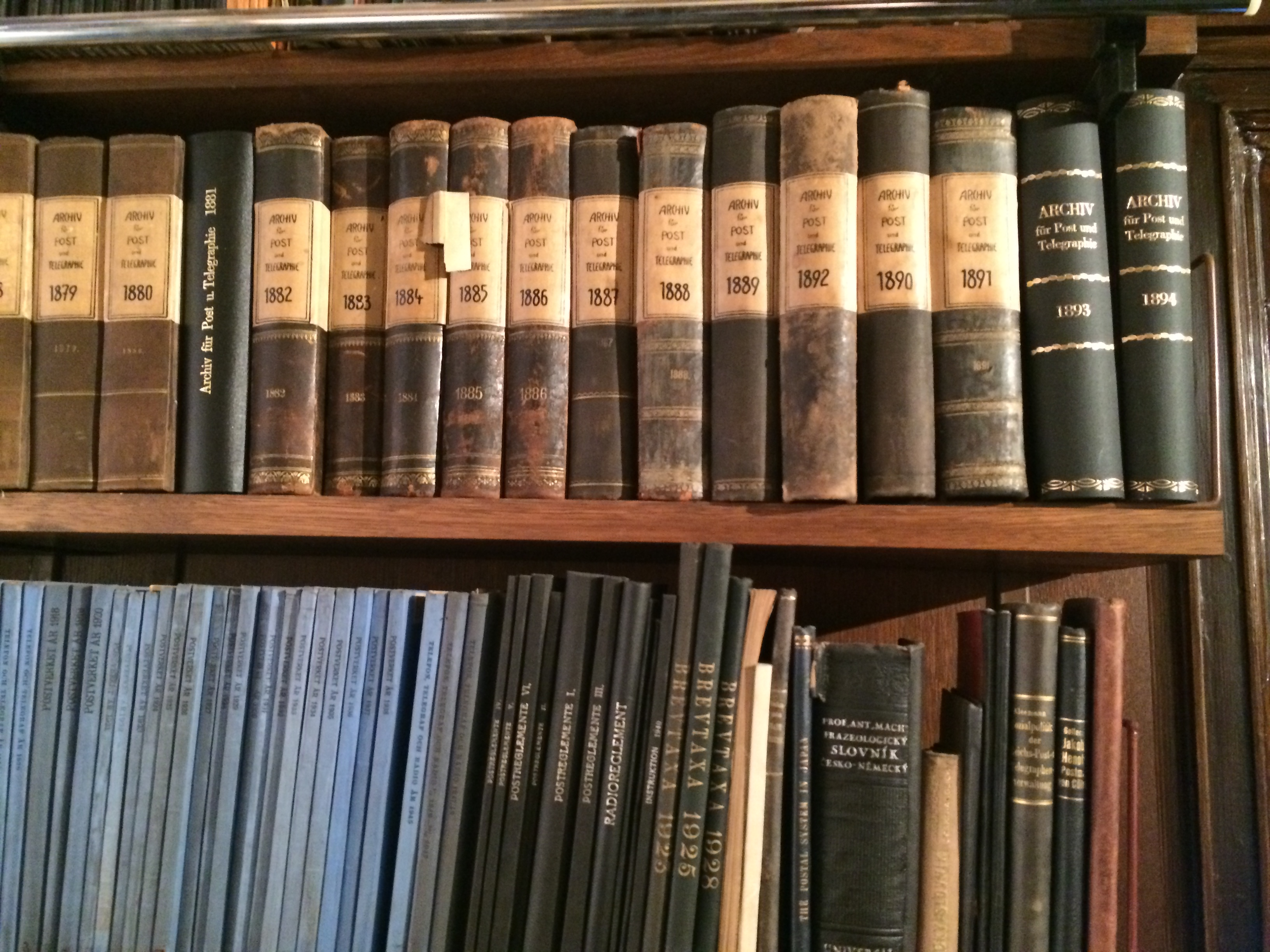
Історичні видання бібліотеки Поштового музею (2-й поверх)
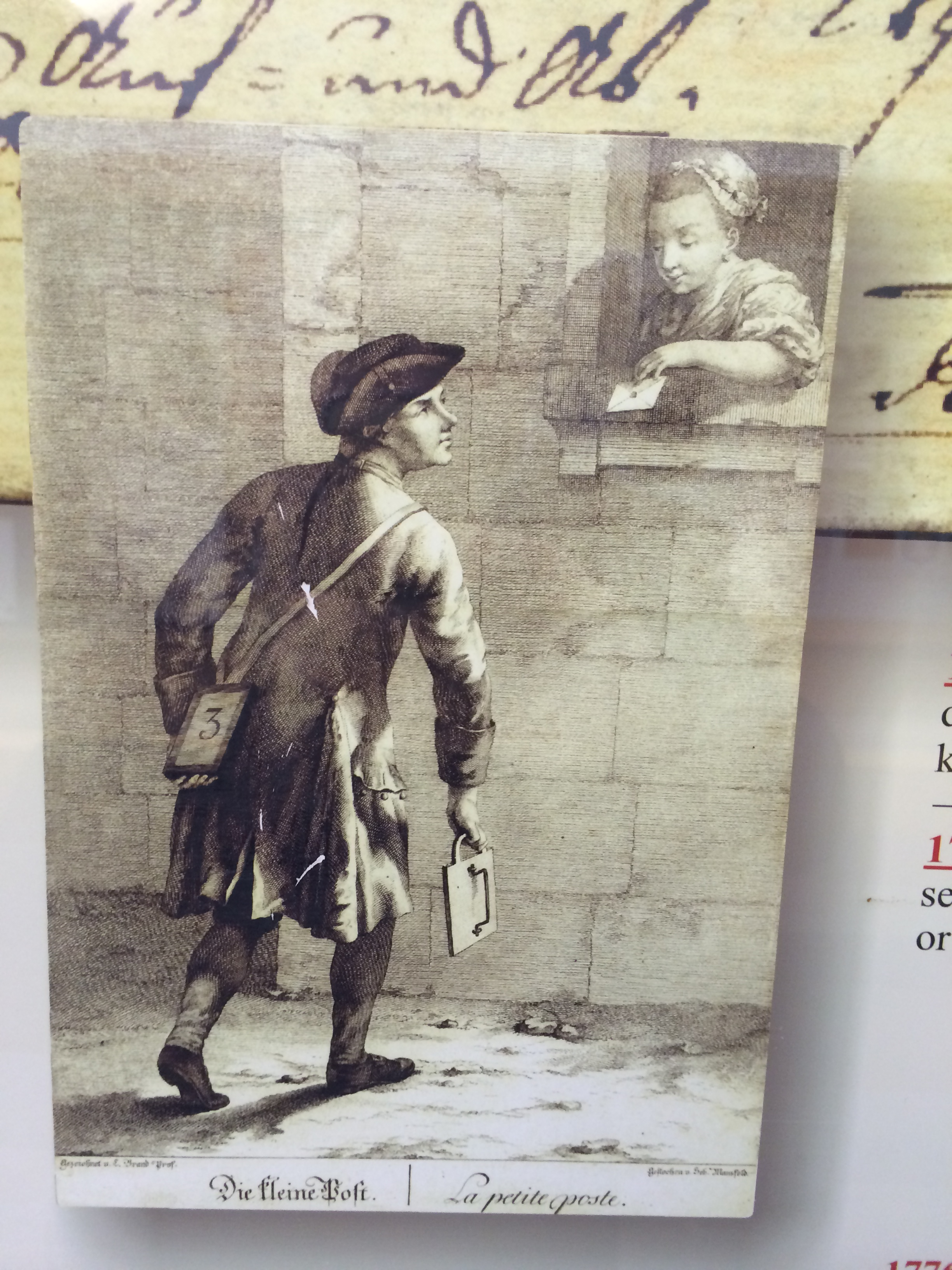
Гравюра "Маленька пошта"